# Bob Meyers
Robert Roderick „Bob“ Meyers (* 11. August 1924 in Edmonton, Alberta; † 22. März 2014 ebenda) war ein kanadischer Eishockeyspieler. Bei den Olympischen Winterspielen 1952 gewann er als Mitglied der kanadischen Nationalmannschaft die Goldmedaille. 

## Karriere
Bob Meyers repräsentierte Kanada 1952 mit den Edmonton Mercurys bei den Olympischen Winterspielen in Oslo. Anschließend absolvierte er mit seiner Mannschaft eine dreimonatige Testspiel-Tour durch Europa. 

### International
Für Kanada nahm Meyers an den Olympischen Winterspielen 1952 in Oslo teil, bei denen er mit seiner Mannschaft die Goldmedaille gewann. Er absolvierte zwei Spiele und erzielte beim 13:3-Sieg gegen Finnland zwei Tore.

## Erfolge und Auszeichnungen
- 1952 Goldmedaille bei den Olympischen Winterspielen